# کیمرین رتمل
دکتر کیمرین رَتمِل (زادهٔ ۳ نوامبر ۱۹۶۹) یک پزشک-دانشمند آمریکایی است که پژوهش‌ها و فعالیت‌هایش بر درمان و مطالعه بیماران مبتلا به سرطان کلیه متمرکز است. او از سال ۲۰۲۳ تا ۲۰۲۵ به‌عنوان هفدهمین مدیر مؤسسه ملی سرطان فعالیت کرد. پیش از آن، وی استاد کرسی هیو جکسون مورگان و رئیس دپارتمان پزشکی در مرکز پزشکی دانشگاه وندربیلت و همچنین پزشک ارشد بیمارستان و درمانگاه‌های بزرگسالان دانشگاه وندربیلت در نشویل، تنسی بود. در ۱۷ نوامبر ۲۰۲۳، رئیس‌جمهور بایدن رَتمِل را به‌عنوان مدیر بعدی مؤسسه ملی سرطان نامزد کرد، و او در ۱۸ دسامبر ۲۰۲۳ رسماً این سمت را بر عهده گرفت.

## تحصیلات
در سال ۱۹۹۱، رَتمِل از دانشگاه آیووای شمالی با مدرک کارشناسی علوم (BS) در زیست‌شناسی و کارشناسی هنر (BA) در شیمی فارغ‌التحصیل شد. او سپس در سال ۱۹۹۶ دکترای فلسفه (PhD) در زیست‌فیزیک را تحت راهنمایی گیلبرت چو کسب کرد و در سال ۱۹۹۸ از دانشگاه استنفورد دکترای پزشکی (MD) دریافت کرد. عنوان پایان‌نامه دکترای او «Ku و DNA/PK در ترمیم شکست‌های دو رشته‌ای DNA» بود. پس از اتمام دکترای پزشکی، رَتمِل دوره کارآموزی در پزشکی داخلی را در دانشگاه شیکاگو گذراند و سپس در دانشگاه پنسیلوانیا دوره تخصصی پزشکی داخلی و فلوشیپ پزشکی سرطان را به اتمام رساند. رَتمِل همچنین دوره‌های پسادکترا را در دانشگاه پنسیلوانیا تحت راهنمایی ماری سلست سیمون و در دانشگاه کارولینای شمالی در چپل هیل (UNC) تحت راهنمایی تری ون دایک گذراند. در سال ۲۰۲۲، او مدرک کارشناسی ارشد مدیریت در مراقبت‌های بهداشتی را از مدرسه مدیریت اوئن در دانشگاه وندربیلت دریافت کرد.

## حرفه
در سال ۲۰۰۳، رَتمِل به هیئت علمی دانشگاه UNC پیوست و در دپارتمان‌های پزشکی و ژنتیک مشغول به کار شد. در این دوران، او به‌عنوان مدیر مشترک برنامه تحصیلات تکمیلی مؤسسه پزشکی هاوارد هیوز در پزشکی انتقالی، معاون مدیر برای آموزش و تربیت در مرکز جامع سرطان لینبرگ، و معاون مدیر برنامه آموزش دانشمندان پزشکی فعالیت کرد.
در سال ۲۰۱۵، او به مرکز پزشکی دانشگاه وندربیلت (VUMC) پیوست و به‌عنوان استاد پزشکی و مدیر دپارتمان هماتولوژی و انکولوژی منصوب شد، و در دپارتمان‌های زیست‌شناسی سرطان و بیوشیمی نیز سمت‌های ثانویه داشت. رَتمِل به‌طور متوالی به‌عنوان استاد پزشکی کرنلیوس آبرناتی کریگ منصوب شد. در سال ۲۰۱۹، او به‌عنوان معاون مدیر برای ادغام تحقیقات و توسعه شغلی در مرکز سرطان وندربیلت-اینگرام منصوب شد. در سال ۲۰۲۰، او به‌عنوان استاد «هیو جکسون مورگان» و رئیس دپارتمان پزشکی و پزشک ارشد بیمارستان و درمانگاه‌های بزرگسالان دانشگاه وندربیلت منصوب شد. او دومین زنی است که به‌عنوان رئیس دپارتمان پزشکی در VUMC خدمت می‌کند و مستقیماً جایگزین نانسی جی. براون شد.
رَتمِل به‌طور فعال در زمینهٔ پژوهش‌های مربوط به ژنتیک و زیست‌شناسی مولکولی سرطان‌های کلیهٔ پیچیده فعالیت داشته است. او که یکی از اعضای اطلس ژنوم سرطان (TCGA) است، تاکنون بیش از ۲۰۰ مقاله در مجلات معتبر داوری‌شده از جمله نیوانگلند ژورنال آو مدیسین، نیچر و ژورنال تحقیقات بالینی منتشر کرده است.
پیش از انتصاب به‌عنوان مدیر، رَتمِل در هیئت مشاوران علمی مؤسسه ملی سرطان، هیئت‌مدیره کنفرانس‌های کی‌استون و هیئت‌مدیره علمی بنیاد فوربک خدمت کرده است. او پیش‌تر دبیر همکار در ژورنال تحقیقات بالینی بوده و اخیراً به‌عنوان دبیر ارشد در ایلایف فعالیت کرده است. او همچنین پیش‌تر در نقش‌های رهبری در انجمن آمریکایی انکولوژی بالینی، برنامه تحقیقات پزشکی با هدایت کنگره وزارت دفاع ایالات متحده (ویژهٔ سرطان کلیه) و انجمن تحقیقات بالینی آمریکا (ASCI) خدمت کرده و در سال‌های ۲۰۱۹ تا ۲۰۲۰ به‌عنوان خزانه‌دار و رئیس این انجمن فعالیت داشته است.
رَتمِل در سال ۲۰۲۵ بالاترین نشان انجمن سرطان آمریکا یعنی نشان افتخار را دریافت کرد. او همچنین یکی از دریافت‌کنندگان جایزه پاراگون بنیاد دوریس دوک در سال ۲۰۲۳ است. وی در سال ۲۰۲۰ جایزه تیمی علم از انجمن آمریکایی تحقیقات سرطان برای TCGA را دریافت کرد، و همچنین در سال ۲۰۱۹ جایزه یوجین پی. شونفلد برای مشارکت‌های برجسته در زمینه سرطان کلیه را از انجمن سرطان کلیه دریافت کرد. رَتمِل به عضویت انجمن تحقیقات بالینی آمریکا، انجمن پزشکان آمریکایی و به‌عنوان همکار انجمن پیشرفت علوم آمریکا برگزیده شده است.
در پی به‌رسمیت شناختن دستاوردهای او در زمینهٔ پژوهش‌های سرطان کلیه و پیشبرد مسیر شغلی پزشک-پژوهشگر، او به عضویت آکادمی ملی پزشکی برگزیده شد و در سال ۲۰۲۳ نیز به عضویت آکادمی آمریکایی هنرها و علوم انتخاب شد. در تاریخ ۱۸ دسامبر ۲۰۲۳، وی به‌طور رسمی به‌عنوان مدیر مؤسسه ملی سرطان منصوب شد.

## زندگی شخصی
رَتمِل همراه با همسرش جفری رَتمِل، استاد در مرکز پزشکی دانشگاه وندربیلت و مدیر مرکز ایمنی‌زیست‌شناسی وندربیلت، در نشویل زندگی می‌کند. آن‌ها دو فرزند دارند.